# Neonomopleus elongatus
Neonomopleus elongatus is een keversoort uit de familie kniptorren (Elateridae). De wetenschappelijke naam van de soort is voor het eerst geldig gepubliceerd in 1866 door Brisout de Barneville.